# هیروشی اوتسوکی
هیروشی اوتسوکی (انگلیسی: Hiroshi Otsuki؛ زادهٔ ۲۳ آوریل ۱۹۸۰) بازیکن فوتبال اهل ژاپن است.